# Ciklámen (növénynemzetség)
A ciklámen (Cyclamen) a kankalinfélék (Primulaceae), egyes szerzők szerint a szerecsenpuszpáng-félék (Myrsinaceae) családjába tartozó nemzetség. Neve az ógörög cyclos (kerek) szóból ered, népies nevei (kanrépa, disznórépa) arra utalnak, hogy egykor a makkoltatott kondák fontos tápláléka volt. A nemzetség 20 faja főleg Európa mediterrán részein, a Közel-Keleten és Észak-Afrikában elterjedt. Szép és  illatos virágaikért gyakran tartják szobanövényként a szobaciklámen (C. persicum) fajtákat. Az egyetlen Magyarországon őshonos faj, az erdei ciklámen (Cyclamen purpurascens) főleg az Alpokalján terem.

## Jellemzők
Szabálytalanul gömbös gumóik a föld alatt, vagy annak felszínén helyezkednek el. A levelek széles szíves, vagy vese alakúak, gyakran foltosak, általában tél végén jelennek meg, a száraz nyári időszakban elpusztulnak. A virág csúcsálló, a szirmok száma 4 vagy 5, általában 180°-os szögben visszahajlók (ez a jellegzetesség már a bimbóban is megfigyelhető), színük rózsaszínű, ritkábban fehér. Apró terméseiket hangyák terjesztik. A valódi kétszikűek nagy részével ellentétben a csíranövényen csak egy sziklevél látható, mert a másik elcsökevényesedett.

## Termesztése
A laza, tőzeges, sok tápanyagot tartalmazó talajt kedveli. A szárazságot nem bírja, ezért lakásban célszerű 2-3 naponta, bőségesen öntözni. A félárnyékot kedveli; hő- és fényigénye egyaránt közepes. Magról szaporítható.

## Rendszerezés
A nemzetségbe az alábbi 20 faj és 1 hibrid tartozik:
- afrikai ciklámen (Cyclamen africanum) Boiss. & Reut.
- Cyclamen alpinum Dammann ex Sprenger
- baleári ciklámen (Cyclamen balearicum) Willk.
- kis-ázsiai ciklámen (Cyclamen cilicium) Boiss. & Heldr.
- Cyclamen colchicum (Albov) Correvon
- kislevelű ciklámen (Cyclamen coum) Mill.
- Cyclamen creticum (Dörfl.) Hildebr.
- ciprusi ciklámen (Cyclamen cyprium) Kotschy
- görög ciklámen (Cyclamen graecum) Link
- borostyánlevelű ciklámen (Cyclamen hederifolium) Aiton
- Cyclamen intaminatum (Meikle) Grey-Wilson
- libanoni ciklámen (Cyclamen libanoticum) Hildebr.
- Cyclamen mirabile Hildebr.
- Cyclamen parviflorum Pobed.
- szobaciklámen (Cyclamen persicum) Mill.
- anatóliai ciklámen (Cyclamen pseudibericum) Hildebr.
- erdei ciklámen (Cyclamen purpurascens) Mill. - típusfaj
- tavaszi ciklámen (Cyclamen repandum) Sm.
- Cyclamen rohlfsianum Asch.
- Cyclamen × saundersii Grey-Wilson
- Cyclamen somalense Thulin & Warfa